# 743
743 (DCCXLIII) var ett normalår som började en tisdag i den julianska kalendern.

## Händelser

### November
- 3 november – Sankt Hubertus helgonförklaras. På detta datum firas sedan Hubertusdagen, i många länder med Hubertusmässa och Hubertusjakt.

### Okänt datum
- Childerik III blir frankisk kung.
- Walid II efterträder kalifen Hisham ibn Abd al-Malik.
- Kung Æthelbald av Mercia och kung Cuthred av Wessex anfaller tillsammans de walesiska rikena Gwent och Powys.
- Konstantin V tar över Bysantinska rikets tron efter sin svåger, usurpatorn Artabasdus.

## Födda
- Zhu Ci, kinesisk general.

## Avlidna
- Hisham ibn Abd al-Malik, betydande kalif för umayyaderna
- Muhammad ibn Ali, shiaimam